# Кулинич Омелян Іванович
Кулинич Омелян Іванович — український статистик, доктор економічних наук, професор, автор двох статистичних методів: метод статистичних рівнянь залежностей та метод комплексних статистичних коефіцієнтів.

## Біографія
Роки життя: 1940-2022р. Народився Омелян Іванович Кулинич 29 вересня 1940 р. у с. Сіде Самбірського району Львівської області України у родині селян.

Після закінчення Самбірського статистичного технікуму [Архівовано 24 квітня 2013 у Wayback Machine.], протягом 1957–1972 рр. працював в районних статистичних органах Тернопільської, Рівненської та Львівської областей на посадах роз'їзного інспектора, інспектора по обліку та старшого інспектора по обліку. У 1968 р. закінчив Львівський державний університет ім. Ів. Франка за спеціальністю «Статистика». З 1969 р. по 1973 рік навчався в аспірантурі Львівського торговельно-економічного інституту при кафедрі статистики.  За життя мав дружину Ірину (Галину) Михайлівну Кулинич 1943-2012рр., сина 1979 року народження (доньку 1965-2016), а також трьох онуків (1992, 2005 та 2015 року народження).

## Наукова діяльність та професійне становлення
Науково-педагогічну діяльність розпочав у 1972 р. на посаді асистента кафедри статистики і фінансів Полтавського філіалу Львівського торговельно-економічного інституту. У жовтні 1973 р. в спеціалізованій вченій раді при Київському інституті народного господарства захистив кандидатську дисертацію зі спеціальності 08.00.10 — «Статистика», на тему: «Статистична інформація і методи аналізу виробництва та заготівель продукції тваринництва». З березня 1977 р. працював на посаді доцента кафедри статистики і фінансів Полтавського кооперативного інституту, а у листопаді 1978 р. йому присвоєно наукове звання доцента при цій кафедрі. В 1990 р. у спеціалізованій вченій раді при Московському кооперативному інституті Центроспілки СРСР захистив докторську дисертацію зі спеціальності 08.00.10 — «Статистика», на тему: «Статистичні методи в аналізі і плануванні заготівельної діяльності споживчої кооперації». З 1987 р. працював на посаді завідувача кафедри статистики і фінансів Полтавського кооперативного інституту. 11 вересня 1991 р. присвоєно вчене звання професора при кафедрі статистики і фінансів Полтавського кооперативного інституту. З серпня 1994 р. працював на посаді професора департаменту економіки Кіровоградського інституту сільськогосподарського машинобудування, а з грудня 1997 р. по листопад 2009 р. працював на посаді завідувача кафедри математики, статистики та інформаційних технологій Хмельницького університету управління та права. З січня 1999 р. є академіком Міжнародної Кадрової Академії. З грудня 2009 р. по січень 2011 р. працював на посаді завідувача кафедри державного управління та місцевого самоврядування Хмельницького університету управління та права. Починаючи з вересня 2010 р. обіймає посаду професора кафедри математики, статистики та інформаційних технологій Хмельницького університету управління та права [Архівовано 6 листопада 2011 у Wayback Machine.].

## Навчальна діяльність
Кулинич О. І. викладає навчальні дисципліни: «Статистика», «Економетрія», «Правова статистика», «Система макроекономічного рахівництва», «Методи аналізу та прогнозування розвитку територіальної громади».

## Основні результати наукової діяльності
Кулинич О. І. активно займається науковою роботою. Автор 121 наукової праці (загальним обсягом 346 друк. арк.) з соціально-економічного розвитку країни, методології статистики та економетрії, серед яких одна монографічна праця, п'ять видань підручників «Теорія статистики» та вісім навчальних посібників. Підготовлено 73 навчально-методичні праці.
Кулинич О. І. створив два нових статистичних методи: метод статистичних рівнянь залежностей та метод комплексних статистичних коефіцієнтів, які успішно застосовуються в науково-педагогічній і практичній діяльності. Після опублікування першого видання підручника «Теорія статистики» (1992 р.), розроблені ним методи використовуються в Україні та за кордоном аспірантами і докторантами для захисту дисертаційних робіт. На базі створених нових статистичних методів функціонує наукова школа професора О. І. Кулинича, основні здобутки якої стосуються прикладного застосування методу статистичних рівнянь залежностей та методу комплексних статистичних коефіцієнтів.
Керує підготовкою аспірантів, оскільки при кафедрі математики, статистики та інформаційних технологій  ХУУП у 2014 році відкрито аспірантуру зі спеціальності 08.00.10 - статистика.

## Організація та участь конференціях
Кулинич О. І. бере активну участь у міжнародних, всеукраїнських та щорічних університетських конференціях, а також є головою організаційного комітету по проведенню на базі Хмельницького університету управління та права щорічних Всеукраїнських науково-практичних конференцій «Статистична оцінка соціально-економічного розвитку» [Архівовано 5 березня 2016 у Wayback Machine.].

## Участь в розвитку статистичної науки та економічної практики
Кулинич О. І. — член Вченої та методичної рад, редакційних колегій наукових фахових журналів з економіки.
Очолює організаційний комітет проведення Всеукраїнської конференції «Статистична оцінка соціально-економічного розвитку», яка щорічно збирає понад 100 учасників. На основі розроблених статистичних методів аспіранти та докторанти здійснюють обґрунтування висновків та пропозицій у дисертаційних роботах.
Метод комплексних статистичних коефіцієнтів успішно використовується для здійснення комплексної територіальної оцінки соціально-економічного розвитку країни. Така оцінка здійснюється на виконання Постанови Кабінету Міністрів України від 9 червня 2011 р. N 650 «Про запровадження проведення оцінки результатів діяльності Ради міністрів Автономної Республіки Крим, обласних, Київської та Севастопольської міських державних адміністрацій» з використанням формули, яка є складовою частиною методу комплексних статистичних коефіцієнтів.

## Нагороди та відзнаки
У 1986 р. Кулинич О. І. нагороджений медаллю «Ветеран праці», в 2007 р.- нагрудним знаком Міністерства освіти і науки України «За наукові досягнення».
Кулинич О. І. користується заслуженим авторитетом в колективі, неодноразово нагороджувався Почесними грамотами обласної державної адміністрації та обласної ради.